# Daucus
Daucus is de botanische naam van een geslacht van kruidachtige planten uit de schermbloemenfamilie (Umbelliferae of  Apiaceae). Het geslacht kent enkele tientallen soorten. De meeste soorten komen in het Middellandse Zeegebied voor. Verder komen soorten voor in Noord-Amerika, in Zuid-Amerika van de Andes tot in Chili, in Macaronesië, in tropisch Afrika, op Madagaskar, in het zuidwestelijk deel van het Arabisch Schiereiland, in Australië en in Nieuw-Zeeland.
In België en Nederland komt alleen de wilde peen (Daucus carota) in het wild voor.
Ten zuiden van België komen voor:
- Daucus aureus Desf.
- Daucus broteri Ten.
- Daucus durieui Lange
- Daucus glochidiatus (Labill.) Fisch., C.A.Mey. & Avé-Lall.
- Daucus muricatus (L.) L.
- Daucus gadeceaui Rouy et Camus.

## Ecologie
Daucus-soorten zijn waardplant voor rupsen van onder meer:
- peensmalsnuitje (Aethes francillana) (een bladroller)
- gewone kaartmot (Agonopterix heracliana)
- karwijplatlijfje (Depressaria daucella) (een sikkelmot)
- wingerdpijlstaart (Hippotion celerio)
- Hippotion osiris (een Oost-Afrikaanse pijlstaart)
- Papaipema pertincta (een uil)
- koninginnepage (Papilio machaon)
- Spodoptera litura (een uil, afgebeeld)

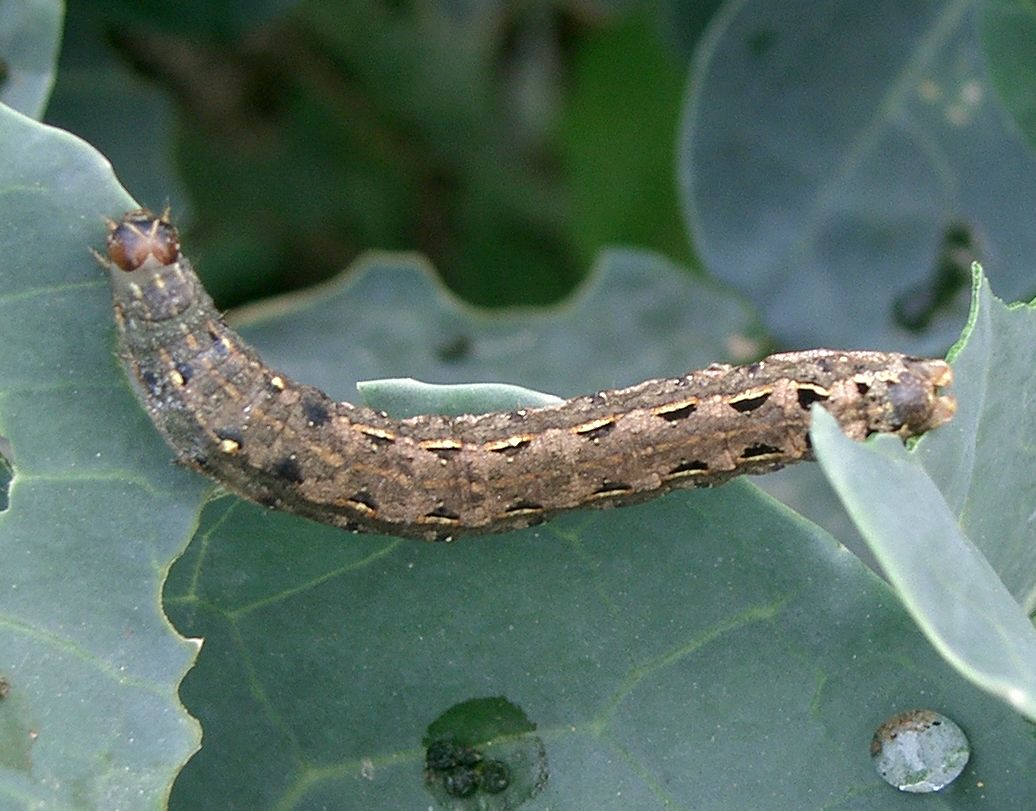
Spodoptera litura

## Soorten
- Daucus aleppicus J.Thiébaut
- Daucus aureus Desf.
- Daucus bicolor Sm.
- Daucus biseriatus Murb.
- Daucus broteri Ten.
- Daucus carota L. - Wilde peen
- Daucus conchitae Greuter
- Daucus crinitus Desf.
- Daucus decipiens (Schrad. & J.C.Wendl.) Spalik, Wojew., Banasiak & Reduron
- Daucus della-cellae (Asch. & Barbey ex E.A.Durand & Barratte) Spalik, Banasiak & Reduron
- Daucus durieua Lange
- Daucus edulis (Lowe) Wojew., Reduron, Banasiak & Spalik
- Daucus elegans (Webb ex Bolle) Spalik, Banasiak & Reduron
- Daucus glaber (Forssk.) Thell.
- Daucus glaberrimus Desf.
- Daucus glochidiatus (Labill.) Fisch., C.A.Mey. & Avé-Lall.
- Daucus gracilis Steinh.
- Daucus guttatus Sm.
- Daucus hochstetteri A.Braun ex Engl.
- Daucus humilis (Lobin & K.H.Schmidt) Rivas Mart., Lousã, J.C.Costa & Maria C.Duarte
- Daucus incognitus (C.Norman) Spalik, Reduron & Banasiak
- Daucus insularis (Parl.) Spalik, Wojew., Banasiak & Reduron
- Daucus involucratus Sm.
- Daucus jordanicus Post
- Daucus junceus (Willk.) Mart.Flores & M.B.Crespo
- Daucus mauritii (Sennen ex Maire) Sennen
- Daucus melananthus (Hochst.) Reduron, Spalik & Banasiak
- Daucus microscias Bornm. & Gauba
- Daucus minusculus Pau ex Font Quer
- Daucus mirabilis (Maire & Pamp.) Reduron, Banasiak & Spalik
- Daucus montanus Humb. & Bonpl. ex Schult.
- Daucus muricatus (L.) L.
- Daucus pedunculatus (Baker f.) Banasiak, Spalik & Reduron
- Daucus pumilus (L.) Hoffmanns. & Link
- Daucus pusillus Michx.
- Daucus reboudii Coss. ex Batt.
- Daucus ribeirensis (K.H.Schmidt & Lobin) Rivas Mart., Lousã, J.C.Costa & Maria C.Duarte
- Daucus rouyi Spalik & Reduron
- Daucus sahariensis Murb.
- Daucus setifolius Desf.
- Daucus setulosus Guss. ex DC.
- Daucus subsessilis Boiss.
- Daucus syrticus Murb.
- Daucus tenuisectus Coss. ex Batt.
- Daucus virgatus (Poir.) Maire